# Underneath (album)
Underneath è il terzo album studio del trio musicale statunitense Hanson, il primo sotto la casa discografica da loro creata, la 3 Car Garage Records.

## Il disco
La canzone di apertura di Underneath, Strong Enough to Break, parla delle difficoltà del gruppo nel produrre musica, difatti dà anche il titolo all'omonimo documentario creato dalla band sulle difficoltà del mercato discografico.
Il documentario è stato presentato all'Hollywood Film Festival, è divenuto oggetto di studio nelle scuole musicali di NYU e USC ed è fruibile gratuitamente via podcast (composto da 13 episodi) su iTunes.
L'album, in produzione dal 2001 sotto una major, non vide mai luce. Soltanto nel 2004 gli Hanson riuscirono a pubblicarlo sotto l'etichetta che la band nel frattempo aveva fondato, la 3 Car Garage Records.
L'album viene definito dalla stessa band di transizione tra il vecchio stile pop ed uno più rock. Zac, il batterista, si divide con il lead singer Taylor. È di Zachary la ballad Broken Angel. Sarà a partire dall'album The Walk che Zac diventerà la voce principale del gruppo.
Negli Stati Uniti Underneath debutta alla numero Uno della Independent Album Billboard Chart, rimanendo poi in classifica per 11 settimane.
L'album in Italia non riscosse molto successo, con sole 8 000 copie vendute, nonostante il successo di Penny & Me. Negli Usa circa 137 000 copie e nel Regno Unito 17 000 copie.
Il singolo principale, Penny & Me riscosse successo, mentre il successore Lost Without Each other non entro nelle classifiche di molti paesi.
Esistono di questo CD due versioni con DVD che includono alcune esibizioni live della band: una europea e una limited edition americana.

## Tracce
Tutte le canzoni dell'album sono scritte dagli Hanson, eventuali collaborazioni (accreditate nell'album), sono citate di seguito.
1. Strong Enough to Break (Greg Wells) – 3:32
2. Dancin' in the Wind – 4:04
3. Penny & Me – 4:03
4. Underneath (Matthew Sweet) – 4:40
5. Misery – 3:08
6. Lost Without Each Other (Gregg Alexander) – 3:44
7. When You're Gone – 4:31
8. Broken Angel – 4:49
9. Deeper – 4:10
10. Get Up and Go – 4:08
11. Crazy Beautiful" – 4:02
12. Hey (Greg Wells) – 4:17
13. Believe – 12:17
  - Crazy Beautiful (Remix) (Traccia fantasma)
  - Lullabelle - Zac Solo (Traccia fantasma)

Bonus track Straniere:
1. Francia: Una bonus track, Someone (Laissons nous une chance) con Emma Daumas (uscita dal talent francese Star Academy).
2. Giappone: 3 bonus track: Dream Girl, I Almost Care e With You In Your Dreams (Live).
3. Australia: 2 bonus track live dal Chicago House Of Blues: I Will Come To You e If Only.

## Formazione
- Isaac Hanson - chitarra elettrica ed acustica, basso, voce e cori
- Taylor Hanson - pianoforte e tastiere, chitarra elettrica ed acustica, batteria e percussioni, voce e cori
- Zac Hanson - batteria e percussioni, pianoforte e tastiere, chitarra elettrica ed acustica, voce e cori